# Agustín Garaventa
Agustín Garaventa Hirtz (1911-1981) fue un botánico chileno.

## Algunas publicaciones
- 1968. El Botánico argentino Lorenzo R. Parodi. Editor Univ. Católica, 9 pp.

- 1936. Por que componentes vegetales estarían constituidos los Clímax en ... 64 pp.

- 1934. Draba verna en Chile desde 1898

- 1933. Algunas anotaciones Botánicas

- 1932. Lobelia anceps and Cardamine macrostachya en el litoral de Valparaíso

## Honores

### Reconocimientos
- Miembro de número de la Academia Colombiana de Ciencias

### Eponimia
- (Asteraceae) Senecio garaventai Cabrera[2]

- (Cactaceae) Pyrrhocactus garaventai (F.Ritter) F.Ritter[3]
- La abreviatura «Garaventa» se emplea para indicar a Agustín Garaventa como autoridad en la descripción y clasificación científica de los vegetales.[4]